# Підошва пласта
Підошва пласта (жили, покладу) (рос. почва пласта (жилы,залежи), англ. bed floor, seam floor, subface of a stratum, floor of a seam, (bottom [floor] of a vein, bottom [floor] of a deposit), нім. Liegende n, Flözsohle f, Flözliegende n, Sohlenfläche f einer Schicht, Schichtlager n, Schichtboden m) — товща гірських порід, які залягають під пластом (жилою, покладом) корисної копалини. П.п. — стратиграфічно нижня поверхня, що обмежує шар (пласт), гірські породи які безпосередньо підстилають даний пласт. П.п. може бути безпосередньою, фальшивою (несправжньою) і основною. П.п. є лежачим боком покладу. Син. (рідко) — ґрунт пласта.

## Різновиди
ПІДОШВА БЕЗПОСЕРЕДНЯ — товща порід, що залягають безпосередньо під пластом (жилою, покладом) корисної копалини або під підошвою фальшивою. З властивостями П.б. вугільних пластів пов'язані явища здимання гірських порід, втискання в неї кріплення, а на крутому падінні — сповзання та обвалення.
ПІДОШВА ОСНОВНА — товща стійких порід, що залягає нижче порід безпосередньої підошви.
ПІДОШВА ФАЛЬШИВА (НЕСПРАВЖНЯ) — шар або декілька шарів породи невеликої потужності, що розташовані безпосередньо під пластом або покладом (жилою) корисної копалини і мають знижену стійкість та міцність при стисненні. При розробці крутих пластів, жил і покладів породи П.ф. нерідко сповзає, що призводить до завалів очисних виробок.